# Zubogy
Zubogy é um município da Hungria, situado no condado de Borsod-Abaúj-Zemplén. Tem 11,43 km² de área e sua população em 2015 foi estimada em 550 habitantes.